# 南北大道 (成都)
南北大道，又称温郫大道，是一条位于中国四川省成都市的市区公路，是成都五环路的一部分，全长13.7公里。其中温江段称温郫大道，长5.7公里；郫都段称南北大道，长5.5公里。2017年1月全线通车。